# Марцолара (Парма)
Марцолара је насеље у Италији у округу Парма, региону Емилија-Ромања.
Према процени из 2011. у насељу је живело 535 становника. Насеље се налази на надморској висини од 323 м.